# Lamprocystis hornbosteli
Lamprocystis hornbosteli é uma espécie de gastrópode  da família Euconulidae.
É endémica das Ilhas Marianas Setentrionais.